# Tierkörperverwertung

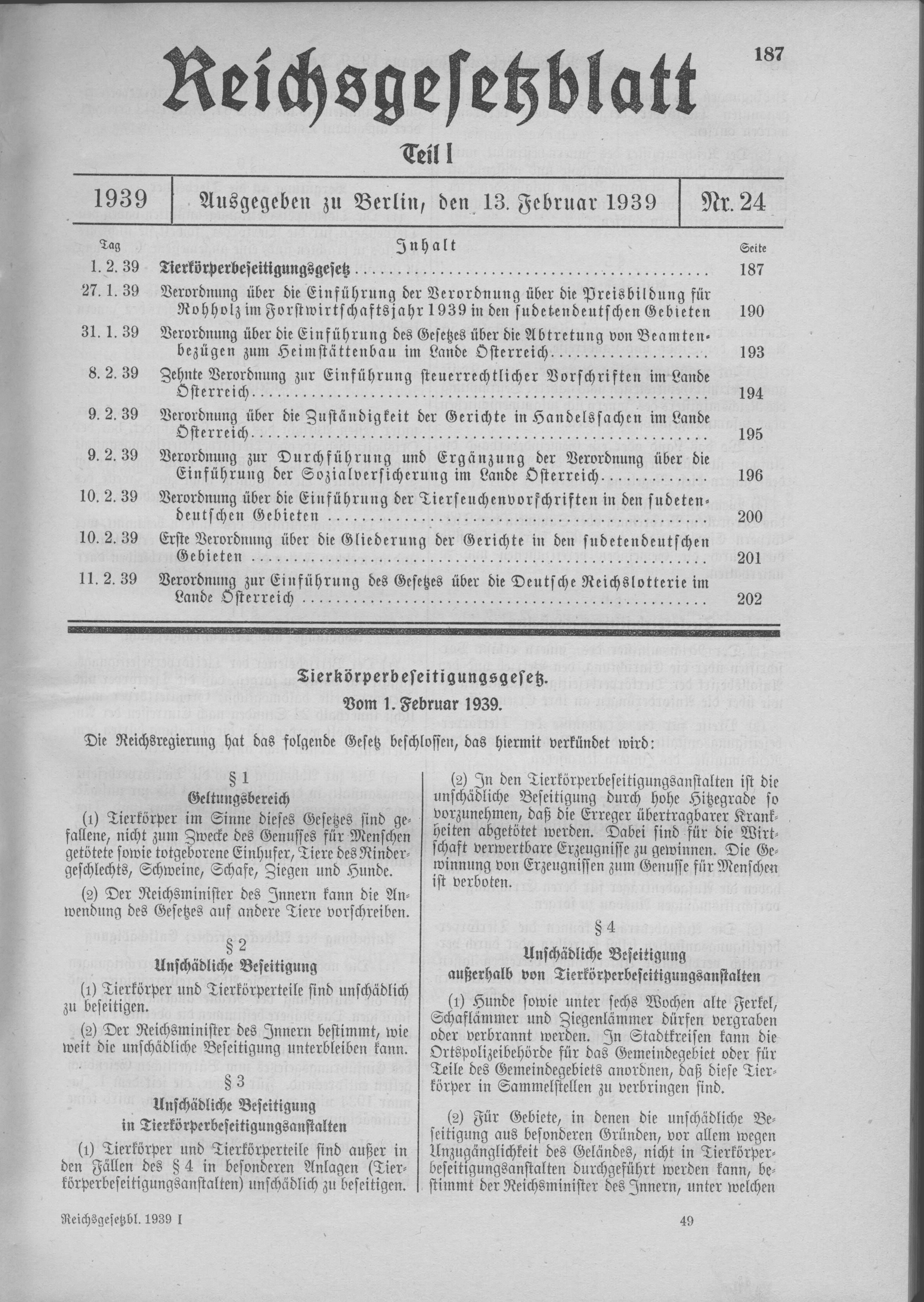
Tierkörperbeseitigungsgesetz vom 1. Februar 1939 (Deutsches Reich)

Tierkörperverwertung bezeichnet die Verarbeitung und Tierkörperbeseitigung sowie die Verwertung von Tierkörpern und Schlachtabfällen in einer Tierkörperbeseitigungsanstalt. Das Thema steht im Spannungsfeld hoher seuchenhygienischer Bedeutung und wirtschaftlicher Interessen von Landwirtschaft und Lebensmittelindustrie. Es ist daher Gegenstand zahlreicher Gesetze und Verordnungen auf Länder- und EU-Ebene.

## Kategorisierung
Ausgangsmaterial sind die Tierkörper verendeter, toter oder totgeborener Groß- oder Haustiere – oder Teile davon – sowie Schlachtabfälle, verdorbene Lebensmittel tierischer Herkunft
und Tiernebenprodukte wie Milch, Eier oder Konfiskate, aber auch Darminhalt und Gülle. Das Material wird in der EU-Verordnung (EG) Nr. 1069/2009 (Verordnung über tierische Nebenprodukte) anhand der davon ausgehenden Gefahr in drei Kategorien eingeteilt.

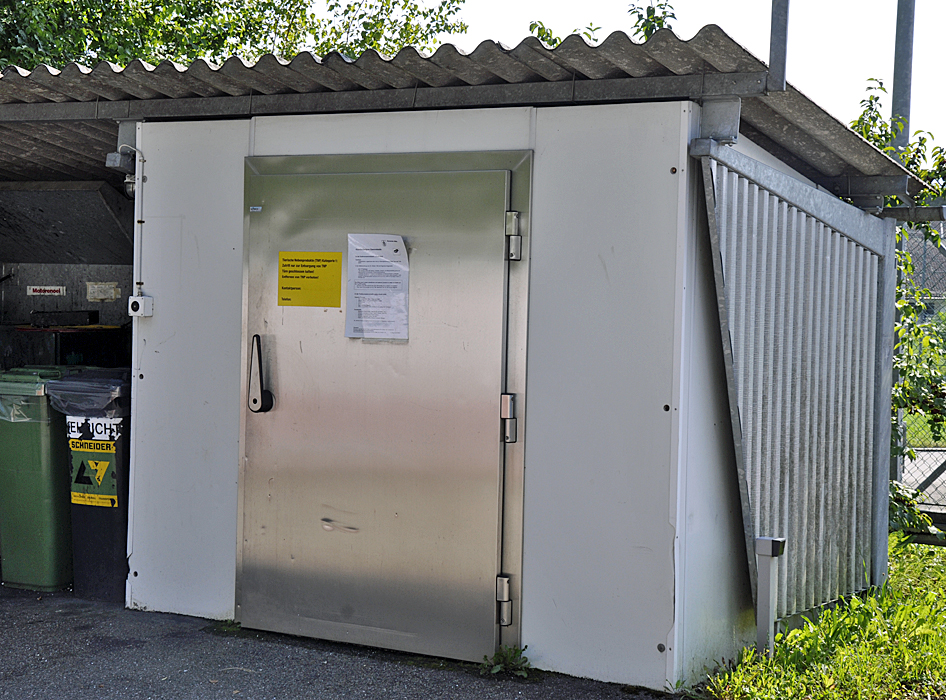
Tierkadaversammelstelle in der Schweiz (Kanton Zürich)

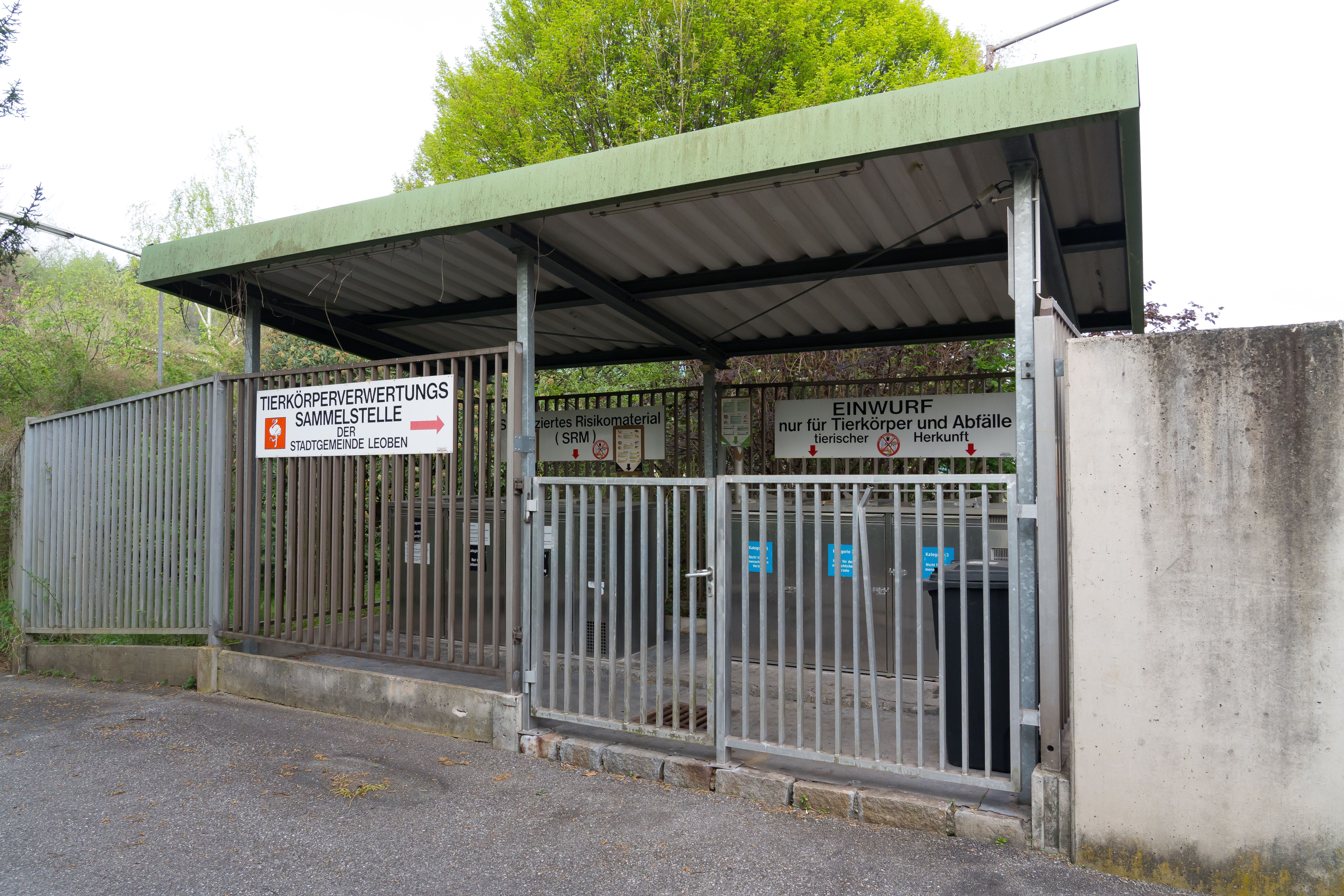
Tierkörperverwertungs-Sammelstelle in Österreich (Steiermark)

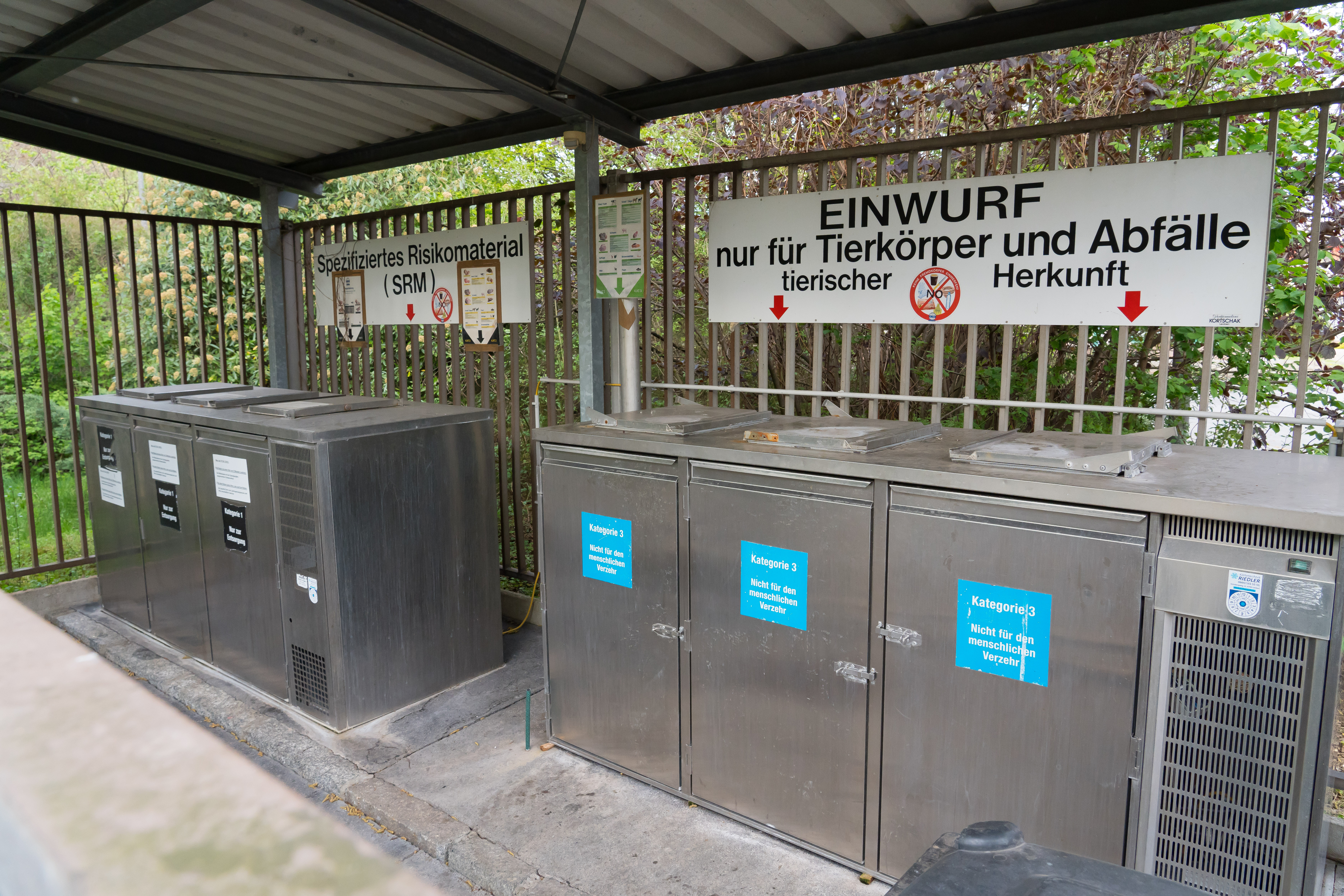
Sammlung von Risikomaterial, Tierkörpern und Abfällen entsprechend ihrer Kategorie (Österreich)

### Kategorie 1
Die Kategorie 1 enthält Fleisch und tierische Nebenprodukte mit dem höchsten Risiko, also Haustiere, Wildtiere oder Nutztiere, die aus Krankheitsgründen getötet wurden oder verendeten, insbesondere TSE-verseuchte Tierleichen sowie mit Chemikalien oder verbotenen Stoffen kontaminierte Tiere, Heimtiere und Versuchstiere.
Material der Kategorie 1 muss vollständig als Abfall entsorgt und abschließend verbrannt werden. Das Material ist ab 1. Juli 2008 im innereuropäischen Handel mit Glycerintriheptanoat (GTH) zu kennzeichnen und in schwarzen Behältnissen zu transportieren.

### Kategorie 2
Diese Kategorie enthält Fleisch und Nebenprodukte mit dem Risiko anderer, nicht übertragbarer Krankheiten. Sie umfasst getötete und gefallene, also nicht geschlachtete Tiere, tierische Nebenprodukte (beispielsweise Milch), importiertes und nicht ausreichend kontrolliertes Material, Tierprodukte mit Rückständen von Medikamenten sowie bei der Schlachtung beanstandete Organe, die infektiös sein können.

### Kategorie 3
Sogenanntes K3-Material bezeichnet vor allem Abfälle und Nebenprodukte aus Schlachtbetrieben, Küchen- und Speiseabfälle, für den menschlichen Verzehr nicht mehr geeignete Lebensmittel tierischen Ursprungs, Rohmilch, frischen Fisch oder frische Fischnebenprodukte. Daneben finden sich hier auch Tierteile, die zwar zum menschlichen Verzehr geeignet sind, für die es jedoch im betreffenden Land wenig Nachfrage gibt, beispielsweise Kutteln, Zunge und weitere Innereien. Es darf ausschließlich zu Tierfutter weiterverarbeitet werden. In Deutschland ist darüber hinaus die Verfütterung von Fetten aus Geweben warmblütiger Landtiere und von Fischen an Wiederkäuer verboten. Fette aus Geweben warmblütiger Landtiere dürfen in Deutschland auch nicht an andere zur Lebensmittelgewinnung dienende Tiere und Pferde verfüttert werden. K3-Material ist wiederholt Ausgangspunkt für die Lebensmittelskandale rund um das sogenannte Gammelfleisch.
Zum K3-Material gehören
- Küchen- und Speiseabfälle, soweit nicht aus grenzüberschreitendem Verkehr
- Fische oder andere Meerestiere sowie Fischabfälle (ausgenommen Meeressäugetiere)
- Ehemalige tierische Lebensmittel, die aus anderen, nicht gesundheitsschädlichen Folgen, z. B. Verpackungsmängeln, für den menschlichen Verzehr nicht mehr bestimmt sind
- Schlachtkörperteile, die genussuntauglich sind, die jedoch keine Anzeichen einer übertragbaren Krankheit zeigen und die von Tieren stammen, die genusstauglich sind
- Rohmilch
- Schalen, Brütereinebenprodukte, Eintagsküken und Knickeiernebenprodukte von klinisch unauffälligen Tieren
- Haare, Felle, Hörner usw. von klinisch unauffälligen Tieren
- Tierische Abfälle aus der Lebensmittelindustrie
- Kadaver aus Wildunfällen im Straßenverkehr
- Häute, Hufe und Hörner, Schweineborsten und Federn von Tieren, die nach einer Schlachttieruntersuchung in einem Schlachthof geschlachtet wurden
- überlagertes Fleisch
- minderwertiges Fleisch
- Fleisch von Tieren unter erheblicher Stressbelastung
- Blut von Tieren (nicht von Wiederkäuern), die nach einer Untersuchung in einem Schlachthof geschlachtet wurden
- Tierische Schlachtkörperteile und Nebenprodukte, die bei der Herstellung von für den menschlichen Verzehr bestimmten Erzeugnissen angefallen sind, und entfettete Knochen und Grieben

Dieses unverzüglich durch Beschriftung zu kennzeichnende Fleisch darf nur zur Herstellung von Tiernahrung in einem zugelassenen Heimtierfutterbetrieb oder zu nicht mehr essbaren Produkten verarbeitet, z. B. zu Schmierfetten verwendet werden. Es darf auch zur Kompostierung oder Biogasherstellung verwendet werden. Dennoch wird Fleisch der sogenannten Handelskategorie 3 gelegentlich widerrechtlich zum menschlichen Gebrauch verwendet. Das Material ist ab 1. Juli 2008 im innereuropäischen Handel in grünen Behältnissen zu transportieren und kann im nationalen Handel gefärbt werden.

## Verfahren zur Tierkörperbeseitigung

### In einer Verwertungsanlage
Die angelieferte Rohware – gefallene Tiere, Konfiskate und Schlachtabfälle – werden in die Aufnahmemulden der Verwertungsanlage abgekippt; die Transportfahrzeuge und -behälter werden gereinigt. Angelieferten Tieren wird, bei Bedarf nach amtstierärztlicher Untersuchung bezüglich Tierseuchen, vor der Verarbeitung das Fell (die Decke; siehe Abdecker) abgezogen zur getrennten Weiterverarbeitung. Danach wird die Rohware mittels Grob- oder Feinbrechern in ca. 50 g bzw. 20 g schwere Stücke zerkleinert. Darauf erfolgt für 20 Minuten bei 133 °C und 3 bar eine thermische Sterilisation in geeigneten Druckgefäßen. Als Resultat erhält man einen sterilisierten Fleischbrei, der nun mit unterschiedlichen Verfahren weiterverarbeitet werden kann.

#### Nassverfahren
Der Fleischbrei wird entfettet. Entweder mechanisch durch geeignete Zentrifugen bzw. Dekantier-Zentrifugen, oder durch Absetzverfahren. Der entfettete Brei wird in geeigneten Trocknern, z. B. Scheibentrockner, kontinuierlich getrocknet und anschließend vermahlen.

#### Trockenverfahren
Hier unterscheidet man die Fettabtrennung durch Extraktion mittels Extraktions-Benzin oder durch mechanische Pressverfahren.

#### Benzinextraktion
Der Fleischbrei wird sorgfältig getrocknet und anschließend wird im Batchverfahren im Extrakteur Extraktions-Benzin (Hexan) zugegeben. Das Fett-Lösungsmittel-Gemisch wird abgezogen und mittels Destillation getrennt. Der entfettete Fleischbrei wird mittels Frischdampf benzinfrei gemacht, danach erfolgt die Vermahlung.
Anstatt des Batchverfahrens waren auch kontinuierliche Extrakteure im Einsatz, in denen der getrocknete Fleischbrei im Gegenstrom mit Extraktions-Benzin ausgewaschen wurde.
Aufgrund der Lösungsmittelrückstände im Mehl werden diese Verfahren allerdings nicht mehr angewandt.

#### Pressverfahren
Der sterilisierte Fleischbrei wird in kontinuierlich arbeitenden Trocknungsanlagen (Trommeltrockner, Scheibentrockner) auf den erforderlichen Trocknungsgrad getrocknet.
Der getrocknete Fleischbrei wird mittels kontinuierlich arbeitenden Schneckenpressen entfettet. Die Pressschilfer werden anschließend vermahlen. Dieses Verfahren ist heute gängige Praxis.

#### Nassextraktion
Dieses in der Praxis nicht mehr gebräuchliche Verfahren verwendete Tetrachlorethen als Lösungsmittel zur Trocknung und Entfettung des sterilisierten Fleischbreis. In sogenannten Extrakteuren wurde die Rohware im Batchverfahren sterilisiert, mit dem Lösungsmittel-/Restfettgemisch aus der 2. Wäsche der vorherigen Charge aufgerührt, die entstehende fetthaltige Miscella als 1. Wäsche abgezogen und der Destillation zugeführt. Dem Extrakteur wurde nun mittels kontinuierlicher Zugabe von Lösungsmittel azeotrop der vorentfettete Fleischbrei getrocknet. Am Start der Trocknung lag die azeotrope Dampfgemischtemperatur bei 87 °C, am Ende bei ca. 104 °C. Der entstehende Dampf wurde kondensiert, gekühlt und anschließend im Lösungsmittel-/Wasserscheider aufgrund der großen Dichteunterschiede (Wasser=1, Per=1,6) getrennt. Das Rest-Fett wurde während der Trocknung im Extrakteur als sogenannte 2. Wäsche vom Lösungsmittel aufgenommen und nach Beendigung der Trocknung abgezogen zwecks Wiederverwendung als 1. Wäsche für die nächste Charge. Der entfettete, getrocknete, aber noch Lösungsmittel-feuchte "Fleischbrei" wurde mittels Wasserdampf von Lösungsmittelresten weitestgehend befreit. Anschließend erfolgte die Vermahlung zu Mehl mit niedrigen Restfettgehalten um 4 %, 2 % waren mit drei Wäschen machbar. Solche Restfettgehalte waren häufig bei der Knochenverarbeitung gewünscht.
Aufgrund der hohen Lösungsmittelkosten, der möglichen Kontamination des Grundwassers und der Lösungsmittelrückstände im Tiermehl wird dieses Verfahren allerdings nicht mehr angewandt.

### Sprengung
Verendet ein Tier an einer schwer zugänglichen Stelle wie z. B. einer Alm, ist der Transport zu einer Verwertungsanlage oft mit erheblichem Aufwand und Kosten verbunden. Manchmal ist dieser nur durch Anseilen des toten Tieres an einen Hubschrauber und anschließenden Lufttransport möglich.
Um Aufwand und Kosten zu minimieren, wurde die Sprengung verendeter Rinder in Österreich praktiziert, auch für Colorado, USA ist die Methode belegt. Dabei wird der Kadaver durch eine angebrachte Sprengladung am Verendungsort zur Explosion gebracht. Das nun in kleinere Stücke zerrissene Tier kann schneller verwesen und von Aasfressern vertilgt werden. Eine gewisse Bekanntheit erhielt die Sprengung verendeter Wale, die an Strände angespült worden waren und aufgrund ihrer Größe nicht anders zerkleinert werden konnten.
Die Methode ist wegen der so immer noch bestehenden Gefahr der Grundwasserverschmutzung und möglicher Beeinträchtigungen des Landschaftsbildes nicht unumstritten.

## Verwertung/Produkte

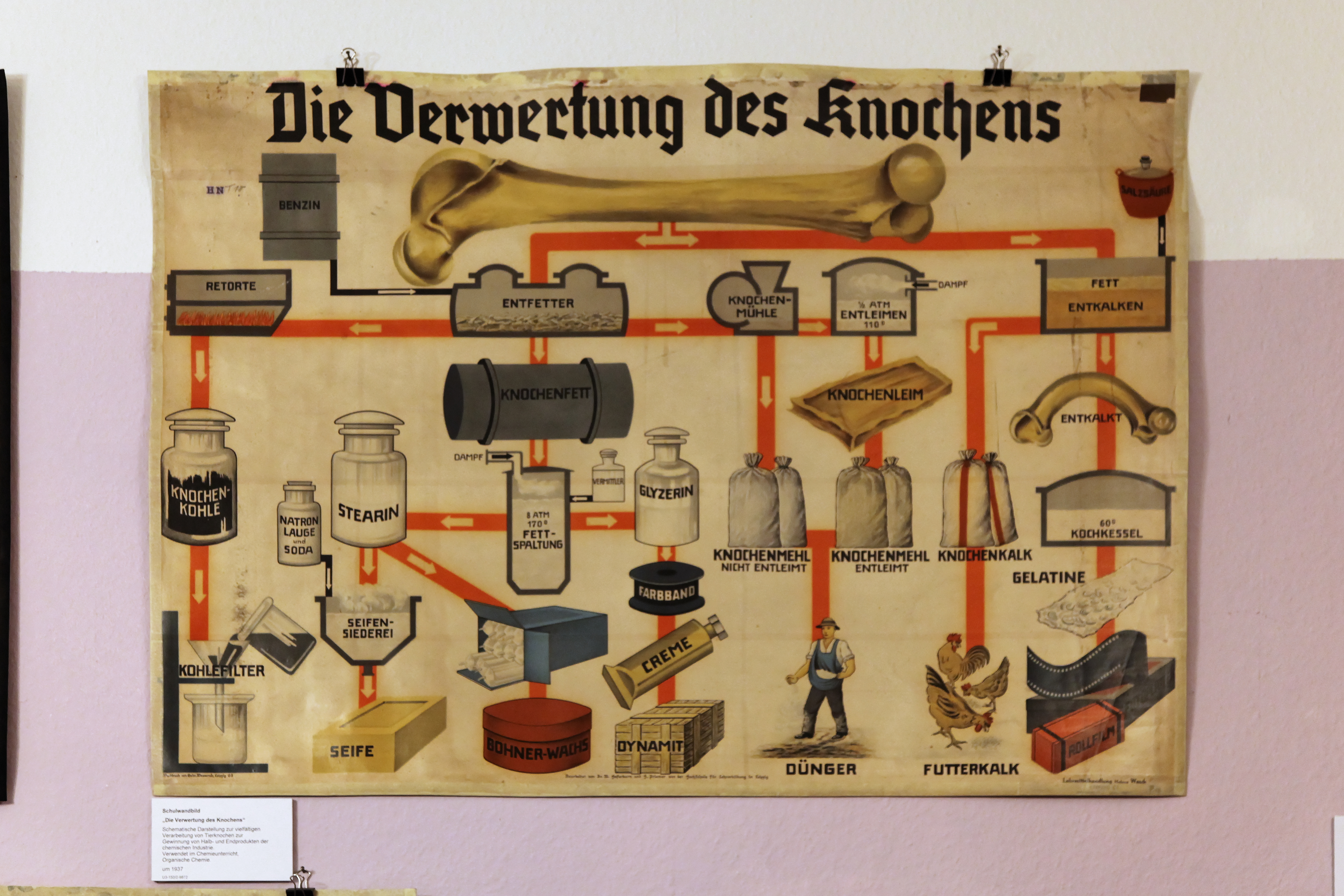
Verwertung des Knochens

- Tiermehle können als Zusatzbrennstoff in Kohlekraftwerken verwendet werden. Die Verfütterung an landwirtschaftliche Nutztiere war früher üblich, ist aber zur Vorbeugung gegen die Verbreitung der BSE gesetzlich verboten worden.
- Fleischmehle aus Rohwaren der Kategorien 2 und 3 werden als NP-Dünger eingesetzt.
- Tierfett kann an die chemische Industrie abgegeben sowie zu Schmierfett für technische Anwendungen oder zu Fettsäuremethylester (Biodiesel) verarbeitet werden.
- Fleischfuttermehl, Fleischknochenmehl: unterscheidet sich von Tiermehlen durch den höheren Anteil an Knochen
- Futterknochenschrot: zerkleinerte, entfettete Knochen; dient in erster Linie als Mineralstoffträger
- Tierkohle wurde früher zu Aktivkohle weiterverarbeitet; kann aber auch in Schwarzpulver enthalten sein.
- Im Januar 2011 nahm in der Schweiz die wohl erste Biogasanlage der Welt ihren Betrieb auf, welche mehrheitlich Schlachtabfälle vergärt[5]

## Rechtlicher Hintergrund in Deutschland
Nach dem deutschen Tierkörperbeseitigungsgesetz vom 2. September 1975 mussten die Kadaver von Pferden, Schafen, Rindern, Schweinen und Ziegen unschädlich beseitigt werden. Ähnlich ist es im österreichischen Tierseuchengesetz (§ 14) von 1909.
Inzwischen wurde das deutsche Tierkörperbeseitigungsgesetz durch das Tierische Nebenprodukte-Beseitigungsgesetz (TierNebG) vom 25. Januar 2004 ersetzt. Mit diesem Gesetz wurden Vorgaben der EU-Verordnung (EG) Nr. 1774/2002 zur Tierkörperbeseitigung umgesetzt, insbesondere werden – nach Gesundheitsgefährdung gestaffelt – 3 Kategorien von beseitigungspflichtigem Material eingeführt, von denen nur noch Material der Kategorien 1 und 2 in einem dafür zugelassenen Betrieb beseitigt werden muss. Material der Kategorie 3 (dazu zählt insbesondere ein großer Teil von Schlachtabfällen) kann z. B. zur Energieerzeugung oder für die Tierfutterherstellung verwendet werden.
Mit der Änderung des Tierischen Nebenprodukte-Beseitigungsgesetzes (TierNebG) besteht in Deutschland seit dem 12. Februar 2017 die Möglichkeit, für Equiden (Pferde, Esel, Maultiere, Zebras und Zebroide) eine Ausnahmegenehmigung zur Pferdebestattung in einem für Equiden zugelassenen Krematorium zu erhalten.

## Historisches
Historische Bezeichnung der Stätten der Tierkörperverwertung außerhalb der Städte und Dörfer im deutschsprachigen Raum war Wasenmeisterei oder Abdeckerei; die Berufsbezeichnung „Wasenmeister“ für die mit der Kadaverbeseitigung befassten Ämter oder Personen ist in der Schweiz und in Liechtenstein bis ins 21. Jahrhundert gebräuchlich.

## Statistik
Im Jahr 2002 fielen in Deutschland etwa 2,7 Millionen Tonnen Schlachtabfälle an, die zu etwa 400.000 Tonnen Tiermehl, zu 150.000 Tonnen Fleischknochenmehl und zu 300.000 Tonnen Fett verarbeitet wurden. Weitere tierische Produkte sind zum Beispiel Felle und Federn, die zu Leder und Daunen werden.